# Фонсека (залив)
Фонсе́ка (исп. Golfo de Fonseca) — залив в восточной части Тихого океана, омывает берега Сальвадора, Гондураса и Никарагуа.

## История
Залив Фонсека был открыт в 1522 году испанским конкистадором Хилем Гонсалесом де Авилой, и назван им в честь своего патрона, архиепископа Хуана Фонсеки, заклятого врага Христофора Колумба.
Залив долгое время был причиной территориальных споров между тремя примыкающими к нему государствами.
В 1968—1969 гг. отношения между Сальвадором и Гондурасом ухудшились, 14-20 июля 1969 между ними имела место «100-часовая война», в дальнейшем рассмотрение дела об определении линии границы между Сальвадором и Гондурасом продолжал Международный суд ООН. Мирный договор между ними был подписан только 30 октября 1980 года — одиннадцать лет спустя после войны. Линия границы между странами была окончательно установлена решением Международного суда ООН 11 сентября 1992 года.
В соответствии с этим решением, контроль над островами Меангуера, Меангуерита и Кончагуита получил Сальвадор, острова Эль-Тигре и Сакате-Гранде достались Гондурасу.

## Общие сведения
Площадь залива 3200 км², длина 74 км, ширина у входа 35 км, максимальная глубина 27 м.
Приливы полусуточные, их величина до 4,4 м.
Береговая линия составляет 261 км, из которых 185 км находятся в Гондурасе, 40 км в Никарагуа, и 29 км в Сальвадоре.

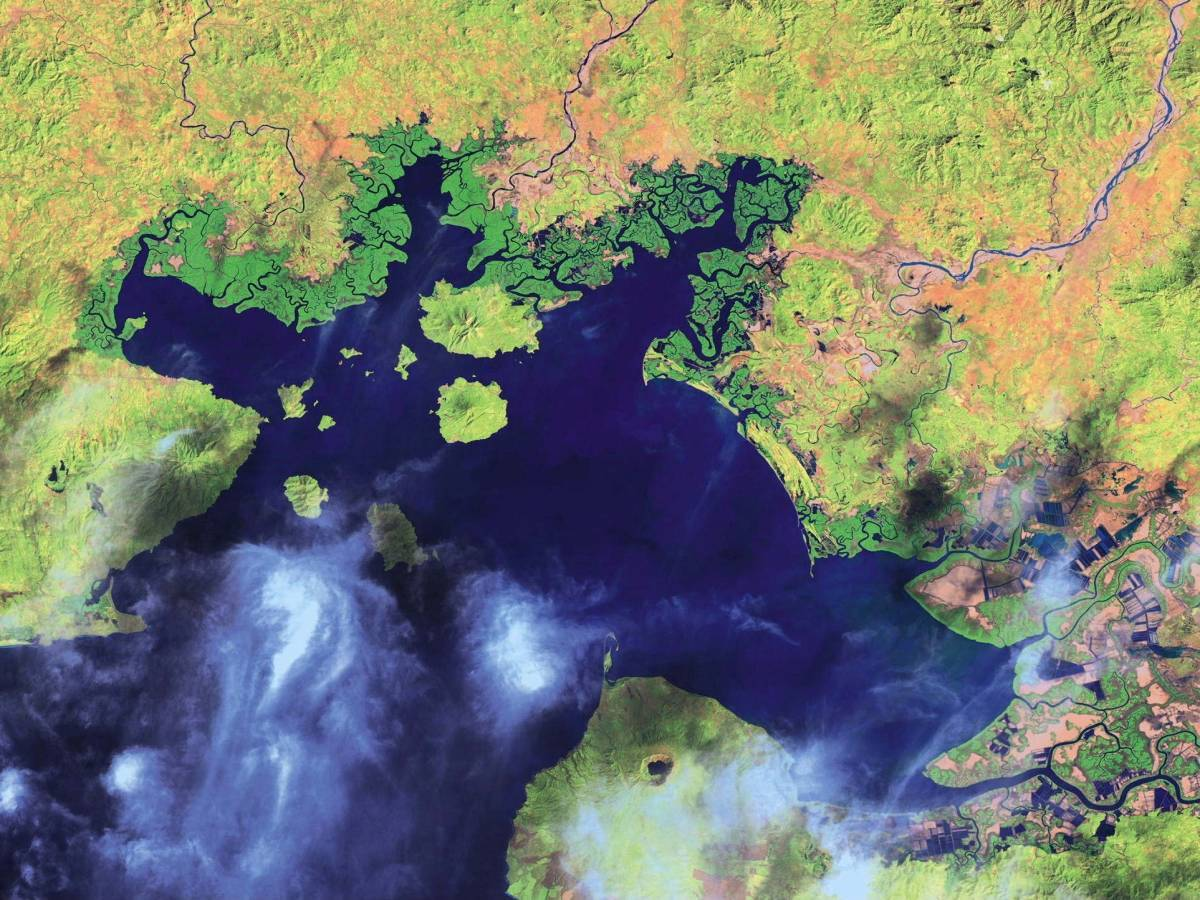
Залив Фонсека со спутника

На берегах залива расположено несколько городов:
 в Сальвадоре: Ла-Уньон;
 в Гондурасе: Сан-Лоренсо, Пуэрто-Гранде, Амапала; 
 в Никарагуа: Пуэрто-Морасан, Эль-Кармен.
Наиболее крупные острова: Эль-Тигре, Сакате-Гранде, Меангуера, Меангуерита, Кончагуита.
Залив находится в активной сейсмической зоне, на его островах и побережье часто происходят землетрясения. На входе в залив, по обеим сторонам берега находятся вулканы Кончагуа и Косигуина, входящие в центральноамериканскую вулканическую систему.